# Giovanni Mantovani
Giovanni Mantovani (Gudo Visconti, Llombardia, 5 de febrer de 1955) és un ciclista italià, ja retirat, que fou professional entre 1977 i 1988. Combinà el ciclisme en pista amb la carretera.
En el seu palmarès destaquen dues victòries d'etapa al Giro d'Itàlia de 1980, el Giro del Vèneto de 1981, la Milà-Vignola de 1982 i la Tres Valls Varesines de 1985, així com diverses etapes en curses d'una setmana. En pista destaca la medalla d'argent en la prova de puntuació al Mundial de Besançon de 1980.

## Palmarès
- 1974
  - 1r al Gran Premi Somma
- 1977
  - Vencedor d'una etapa del Giro de la Pulla
- 1979
  - Vencedor d'una etapa de la Volta al País Basc
- 1980
  - Vencedor de 2 etapes del Giro d'Itàlia
- 1981
  - 1r al Giro del Vèneto
  - Vencedor de 2 etapes del Giro del Trentino
- 1982
  - 1r a la Milà-Vignola
  - Vencedor de 2 etapes de la Ruta del Sud
- 1983
  - 1r al Giro de l'Etna
  - Vencedor d'una etapa del Giro de la Pulla
- 1984
  - 1r al Giro de la Pulla i vencedor de 2 etapes
- 1985
  - 1r als Tres Valls Varesines
  - Vencedor d'una etapa del Giro de la Pulla
- 1986
  - 1r a la Niça-Alassio
  - Vencedor d'una etapa del Giro de la Pulla

### Resultats al Giro d'Itàlia
- 1980. 57è de la classificació general. Vencedor de 2 etapes
- 1981. 65è de la classificació general
- 1982. Abandona
- 1984. Abandona (22a etapa)
- 1985. 109è de la classificació general
- 1986. 115è de la classificació general
- 1987. Abandona (11a etapa)
- 1988. Abandona (13a etapa)

### Resultats al Tour de França
- 1979. Fora de control (15a etapa)

### Resultats a la Volta a Espanya
- 1985. Abandona (15a etapa)